# Гунар Мюрдал
Карл Гунар Мюрдал (на шведски: Gunnar Myrdal) е шведски икономист, политик и Нобелов лауреат.
През 1974 г., заедно с Фридрих Хайек, е удостоен с Нобелова награда за икономика за техния пионерен труд в областта на теорията за парите и икономическите колебания и за задълбочения анализ на взаимните връзки между икономическите, социалните и институционалните явления.
Гунар Мюрдал завършва Стокхолмския университет (право). През 1927 г. получава докторска степен по икономика с научен ръководител Густав Касел. Практикува както икономика, така и политика.
През 1924 г. се жени за Алва Мюрдал (политичка), с която имат две дъщери и един син.
Умира на 17 май 1987 г. на 88 г.

## Публикувани работи
- Crisis in the Population Question. 1934.
- The Political Element in the Development of Economic Theory.
- Fiscal Policy in the Business Cycle – The American Economic Review, vol 21, no 1, Mar 1939.
- Population, a Problem for Democracy. The Godkin Lectures, Published by Harvard University Press, 1940.
- Contact With America (Kontakt med Amerika) – 1941[5]
- An American Dilemma: The Negro Problem and Modern Democracy. Published by Harper & Bros, 1944.
- Social Trends in America and Strategic Approaches to the Negro Problem – Phylon, Vol. 9, No. 3, 3rd Quarter, 1948
- Conference of the British Sociological Association, 1953. II Opening Address: The Relation between Social Theory and Social Policy The British Journal of Sociology, Vol. 4, No. 3, Sept. 1953.
- An International Economy, Problems and Prospects Published by Harper & Brothers Publishers 1956.
- Economic theory and Underdeveloped Regions, published by Gerald Duckworth 1957
- Value in Social Theory: A Selection of Essays on Methodology. Edited by Paul Streeten, published by Harper, 1 1958.
- Beyond the Welfare State. Published by Yale University Press, 1960.
- Challenge to Affluence. Published by Random House, 1963.
- America and Vietnam – Transition, No. 3, Oct, 1967.
- Twenty Years of the United Nations Economic Commission for Europe – International Organization, Vol 22, No. 3, Summer, 1968.
- Asian Drama: An Inquiry into the Poverty of Nations.
- The Challenge of World Poverty.
- Gunnar Myrdal on Population Policy in the Underdeveloped World – Population and Development Review, Vol 13, No. 3, Sept. 1987.
- The Equality Issue in World Development – The American Economic Review, vol 79, no 6, Dec 1989.